# Adolf Burger
Adolf Burger (Veľká Lomnica, 12 augustus 1917 – Praag, 6 december 2016) was een Slowaakse typograaf, boekdrukker, verzetsstrijder en Holocaustoverlevende. Tijdens de Tweede Wereldoorlog werd hij gedwongen mee te werken aan Operatie Bernhard, een grootschalig project van nazi-Duitsland dat als doel had vals geld in omloop te brengen en hiermee buitenlandse economieën te ondermijnen.
In 1983 werden zijn memoires gepubliceerd onder de titel Des Teufels Werkstatt (‘De werkplaats van de duivel’). De Oostenrijkse film Die Fälscher uit 2007 werd deels op zijn verhaal gebaseerd.

## Levensloop
Burger werd geboren op 12 augustus 1917 in Veľká Lomnica, destijds onderdeel van de dubbelmonarchie Oostenrijk-Hongarije. Hij groeide op in een joods gezin met twee zussen en een broer. Toen hij vier jaar oud was overleed zijn vader. Burger verhuisde na het overlijden van zijn vader met zijn moeder, zussen en broer naar Poprad en daarna naar Bratislava. Hoewel het gezin het financieel niet breed had, omschreef Burger zijn jeugd als 'gelukkig'.
Burger werd opgeleid tot letterzetter, maar werkte nadat hij zijn opleiding had afgerond tijdelijk in de bouw. Tussen 1937 en 1939 vervulde hij zijn dienstplicht bij het leger van Tsjecho-Slowakije en vond in 1939 een baan als boekdrukker bij de drukkerij Horváth and Co. in Bratislava. Samen met zijn broer en zussen was hij lid van de jeugdorganisatie Hashomer Hatzaird die jonge mensen voorbereidde op emigratie naar Palestina. Zijn broer en zussen emigreerden voor de uitbraak van de Tweede Wereldoorlog.

## Tweede Wereldoorlog
Burger bleef in Tsjecho-Slowakije en sloot zich in 1939 aan bij een verzetsgroep van jonge communisten. In zijn verzetswerk maakte hij gebruik van zijn kennis van het drukproces. Hij vervalste doop- en geboorteakten voor Slowaakse joden om hen te behoeden van deportatie.
In 1942 werd de groep ontdekt. Burger werd op 11 augustus 1942 door de Slowaakse Gestapo gearresteerd. De dag na zijn arrestatie werd ook zijn vrouw Gisele opgepakt. Burger werd overgebracht naar Žilina en samen met zijn vrouw gedeporteerd naar concentratiekamp Auschwitz. Zijn vrouw kwam in de gaskamers van Birkenau om het leven. Burger werd in Auschwitz tewerkgesteld. Tijdens zijn gevangenschap verloor hij veel van zijn lichaamsgewicht, waardoor hij ongeveer 35 kilo woog. Hij werd in het kamp onderworpen aan medische experimenten waardoor hij tyfus opliep. Een bewaker had met een geweer zijn tanden eruit geslagen, omdat hij dezelfde voornaam had als Adolf Hitler. In een interview na de oorlog verklaarde hij dat hij het gevoel had twee keuzes te hebben: 'of het prikkeldraad aanraken met 1000 volt erin en binnen een seconde dood zijn, of in leven blijven... Ik heb voor het leven gekozen, zodat ik iedereen kan vertellen wat ze hier hebben gedaan.'

### Operatie Bernhard

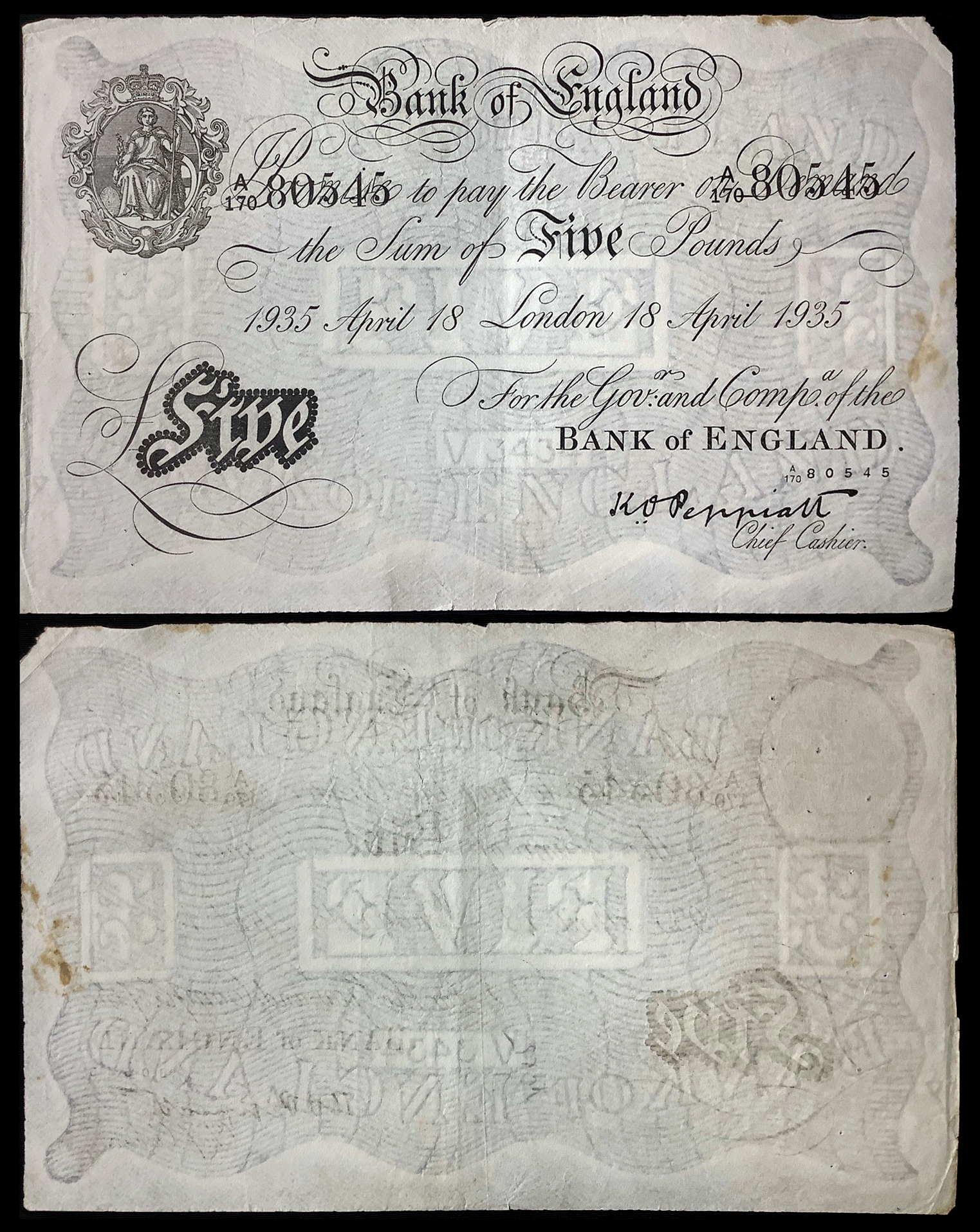
Vals bankbiljet van vijf Britse pond

In 1944 werd Burger vanwege zijn voormalige beroep geselecteerd voor transport naar concentratiekamp Sachsenhausen. In het kamp werd hij samen met 130 anderen gedwongen mee te werken aan Operatie Bernhard, een grootschalig project van nazi-Duitsland dat als doel had vals geld in omloop te brengen en hiermee buitenlandse economieën te ondermijnen. In vergelijking met andere gevangenen in het kamp, kregen de gevangenen die meewerkten aan Operatie Bernhard een betere behandeling. Ze droegen geen kampkleding, kregen meer te eten en hadden betere leefomstandigheden. De gevangenen waren gekozen op basis van hun beroep voor de oorlog. Onder hen bevonden zich voormalig bankmedewerkers, kunstenaars en drukkers. Burger vervalste postzegels, Britse ponden, verschillende documenten en vanaf begin 1945 Amerikaanse dollars. Hij en zijn medegevangenen wisten dat het einde van het project ook het einde van hun leven zou betekenen, dus probeerden zij te blijven meewerken totdat de oorlog zou eindigen.
Door de opmars van de geallieerden werd de hele operatie in februari 1945 naar Mauthausen verplaatst. Burger en zijn medegevangenen werden daarom mee overgebracht. Later werd de operatie opnieuw verplaatst, ditmaal naar concentratiekamp Ebensee, een dwangarbeiderskamp dat deel uitmaakte van Mauthausen. Uit dit kamp werd hij op 6 mei 1945 bevrijd. De nazi's hadden voor de bevrijding geprobeerd de sporen van de operatie uit te wissen, onder meer door kisten vol geld in het Toplitzmeer te laten zinken. Deze werden in 1959 teruggevonden.
Kort na de bevrijding wist Burger met behulp van een geleende camera de verschrikkingen van de oorlog vast te leggen. De foto’s die hij nam werden in 1945 in een boek gepubliceerd.

## Na de oorlog
Nadat Burger was bevrijd, vertrok hij naar Praag. Hij gaf aan de Praagse politie een uitgebreide verklaring over de gebeurtenissen van Operatie Reinhard. De politie toonde hem een koffer met Britse ponden en Burger wees de valse bankbiljetten aan. Dankzij Burger kon een derde van de vervalste Britse ponden die bij de Tsjecho-Slowaakse nationale bank waren gestort uit de roulatie gehaald worden. Na zijn terugkomst ontdekte hij dat zijn moeder en stiefvader beiden tijdens de Holocaust waren omgekomen.
Tot begin jaren vijftig had Burger een drukkerij in Praag, maar deze werd na de communistische zuiveringen die begin dat decennium plaatsvonden opgeheven. Doordat hij joods was, werd hij ingezet als arbeider op een scheepswerf en bij gemeentelijke diensten. Later werd hij directeur van een taxibedrijf.
Tussen 1953 en 2007 zette Burger zich in voor bewustwording omtrent de gebeurtenissen in de Tweede Wereldoorlog. Hij gaf lezingen op scholen doorheen heel Duitsland aan meer dan 100.000 leerlingen. In 1987 was hij als getuige betrokken bij een rechtszaak tegen oorlogsmisdadigers.
Burger is na de oorlog opnieuw getrouwd en kreeg drie kinderen. Hij overleed in Praag op 6 december 2016. Burger werd 99 jaar oud.

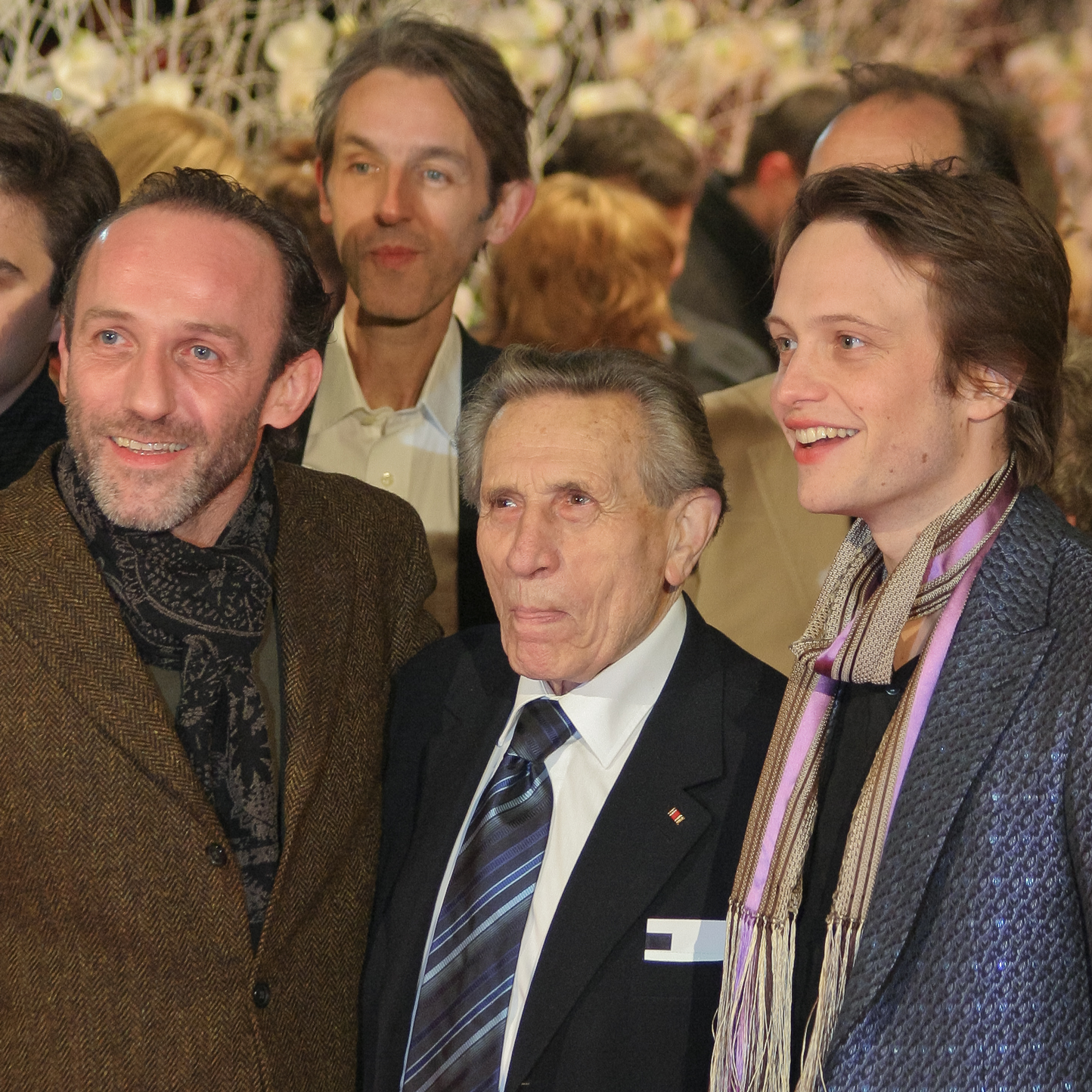
Karl Markovics, Andreas Schmidt, Adolf Burger en August Diehl bij de première van Die Fälscher op de Berlinale (2007)

## Memoires
Na de oorlog tekende hij kort zijn memoires op, deze werden in 1945 gepubliceerd onder de titel Číslo 64401 Mluví ('Nummer 64401 Spreekt').
Naar aanleiding van een boek van een Holocaustontkenner in de jaren zeventig, begon hij met het verzamelen van foto's en bewijzen van wat hij tijdens de oorlog had meegemaakt. Deze memoires werden in 1983 gepubliceerd onder de titel Des Teufels Werkstatt (‘De werkplaats van de duivel’). De Duitse film Die Fälscher uit 2007 werd deels op zijn verhaal gebaseerd. In de film speelt acteur August Diehl de rol van Burger.
Het verhaal van Burger is tevens onderdeel van de documentaire Taking the Stand: We Have More to Say uit 2013.
- Bibsys: 90110399
- CiNii: DA09282320
- Gemeinsame Normdatei: 12454424X
- International Standard Name Identifier: 0000 0001 1059 5018
- Library of Congress Control Number: n84126206
- Bibliotheek van het Japanse parlement: 01115038
- Nationale Bibliotheek van Tsjechië: xx0036325
- Nationale Bibliotheek van Israël: 987007278771205171
- Nationale Bibliotheek van Polen: a0000002825986
- Nederlandse Thesaurus van Auteursnamen: 072554525
- Istituto Centrale per il Catalogo Unico: UBOV131508
- LIBRIS: 276940
- Système universitaire de documentation: 129652083
- Virtual International Authority File: 42774237
- WorldCat: E39PBJbWr7qTDhrw94qMCh9bh3